# 데릭 세실
데릭 세실(Derek Cecil, 1973년 1월 5일 ~ )은 미국의 텔레비전 배우, 영화배우, 연극 배우이다.
애머릴로에서 태어났다.

## 방송
- 하우스 오브 카드 시즌6
- 하우스 오브 카드 시즌5
- 하우스 오브 카드 시즌4
- 하우스 오브 카드 시즌3
- 하우스 오브 카드 시즌2